# Lennart Fröier
Oskar Lennart Fröier, född 22 september 1927 i Nottebäcks församling, Kronobergs län, död 23 juli 2010 i Lund, var en svensk lärare. 
Fröier, som var son till köpman Thorvald Fröier och Stina Carlström, blev filosofie magister i Lund 1956 och studerade vid lärarhögskolan i Malmö 1969–1970. Han var frilansskribent och litteraturkritiker i Arbetet 1952–1973, redaktör för Biblioteksbladet 1966–1968, anställdes som lärare på Österängskolan i Kristianstad 1970, blev studierektor 1971, var biträdande skolchef i Kristianstads kommun 1984–1986 och lärare där 1986–1993.